# Aspilota melabasis
Aspilota melabasis är en stekelart som beskrevs av Fischer 1969. Aspilota melabasis ingår i släktet Aspilota och familjen bracksteklar. Inga underarter finns listade.